# Yerkebulan Kossayev
Yerkebulan Kossayev (30 de outubro de 1988, Semei) é um judoca cazaque que participou das Olimpíadas de 2012 na categoria até 60 kg. Perdeu nas oitavas de final para o armênio Hovhannes Davtyan.